# Thomas Lough
Thomas Lough , (1850 - 11 janvier 1922), est un homme politique libéral radical anglo-irlandais.

## Biographie
Il est né dans le comté de Cavan, en Irlande, de Mathew Lough et Martha Steel, et fait ses études à la Royal School de Cavan Town et à la Wesleyan Connexional School de Dublin.
Il travaille comme marchand de thé à Londres à partir de 1880. Il est candidat libéral pour Truro aux élections générales de 1886 et en 1888, mais est battu et devient secrétaire privé de Ramsay MacDonald. Lough est député libéral d'Islington West de 1892 à 1918. Il est secrétaire parlementaire du Board of Education de 1905 à 1908.
Thomas et son jeune frère Arthur Steel Lough sont les pionniers de la Drummully Agricultural Co-operative & Dairy Society en 1896, pour devenir plus tard la Killeshandra Co-operative Agricultural Dairy Society et progressent pour devenir l'une des principales sociétés laitières d'Irlande, maintenant connue internationalement sous le nom de Lakeland. Les laiteries .
Il est Lord Lieutenant de Cavan de 1907 jusqu'à sa mort et est nommé conseiller privé en 1908. Il est aussi Custos Rotulorum pour le comté de Cavan.